# Histoire de la jonglerie

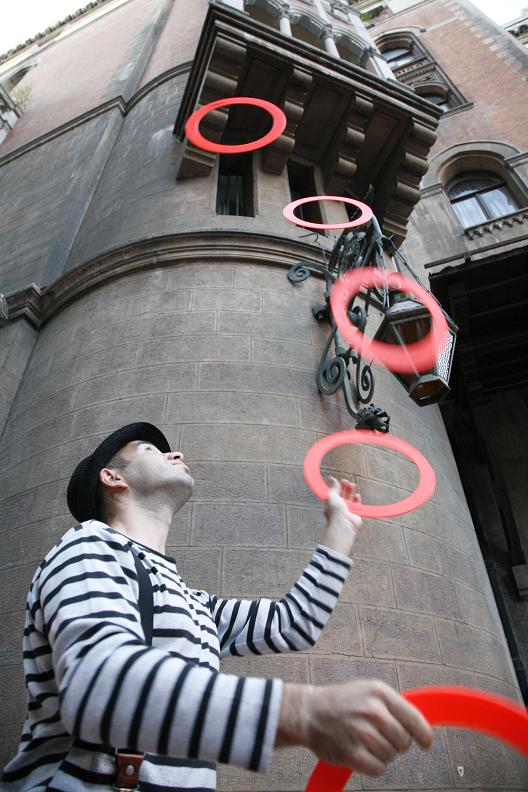
Jongleur de rue avec anneaux.

Dans l'histoire de la jonglerie, les traces les plus anciennes de sa pratique remontent à l'Antiquité. 

## Terminologie
À l'origine, un jongleur est une personne qui manipule les choses avec précaution. Ceci s’applique aux mots, autant qu’aux chiffres, aux notes de musique ou à toutes autres sortes d’objets. Le terme est forgé au Moyen Âge du latin joculatore (« amuseur »). Il ne prend son sens actuel qu’au XVIe siècle : on nomme « jongleur » toute personne pratiquant une des nombreuses disciplines de la jonglerie.

## Antiquité

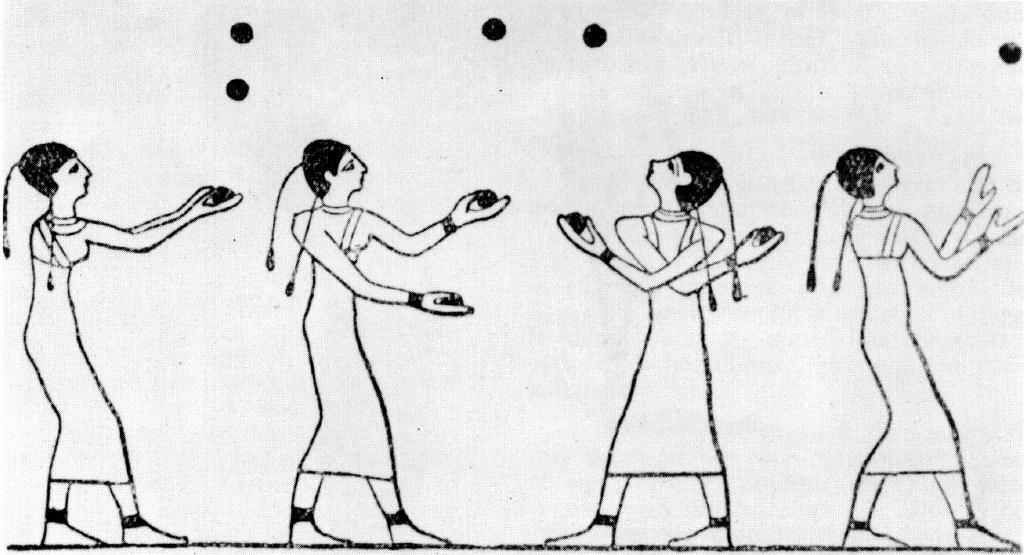
Peinture sur un mur égyptien (1994-1781 av. J.-C.) montrant des jongleuses en train de lancer des balles.

L’histoire des premiers jongleurs est peu connue. Les traces les plus anciennes de jonglerie de lancer nous viennent de la quinzième tombe d’un prince inconnu de Benni Hassan. La peinture murale, datée entre 1994 et 1781 av. J.-C., décrit des femmes lançant des balles.
Entre 770 et 476 av. J.-C. en Chine, divers jongleurs sont mentionnés dans des histoires, généralement des guerriers souhaitant montrer leurs compétences à l’ennemi. Certains jongleurs sont nommés :
- Lan Zi, de l’État de Song, réputé pour avoir jonglé avec sept épées ;
- Yi Liao de Shinan jonglait avec des balles pour arrêter les conflits entre deux maisons ;
- Xiong Yiliao, jongle à neuf balles dans une bataille.

Dès le IVe siècle av. J.-C., la jonglerie est décrite dans certaines histoires en grec ancien. Il existe également une statue du IIIe siècle av. J.-C. d’un homme avec des balles en équilibre sur différentes parties de son corps.
Sous l'Empire romain, entre 50 et 400, un romain, Tagatus Ursus, affirme sur son épitaphe qu’il a été le premier à jongler avec des balles en verre. Sidonius Apollinaris, un officier de la légion romaine, entrainait ses troupes à réaliser des figures de jonglerie avec des balles.
La jonglerie est une occupation valorisante jusqu’à la chute de l’Empire romain, après lequel elle tombe en disgrâce.

## Moyen Âge
Jusqu'au XIIe siècle, les « jongleurs » sont des artistes professionnels itinérants qui chantent ou récitent des œuvres littéraires ou de la poésie, composées par les troubadours et trouvères, dans les palais, les cours seigneuriales, sur les places publiques, dans les rues, les foires et marchés. Le jongleur se livre également à des manipulations d’objets, à des acrobaties (saltimbanque) et montre des animaux savants. Auprès des seigneurs et mécènes, le jongleur assume le rôle de bouffon. En 1066, Taillefer, le bouffon de Guillaume le Conquérant, aurait jonglé devant les lignes ennemies et fait le premier mort à la bataille d'Hastings.
En Irlande, entre les Ve et VIIe siècles, le héros Cúchulainn jongle avec neuf pommes. Quelques siècles plus tard, Tulchinne, le bouffon du roi Conaire (en), est décrit jonglant à neuf épées, neuf boucliers d’argent et neuf balles en or.

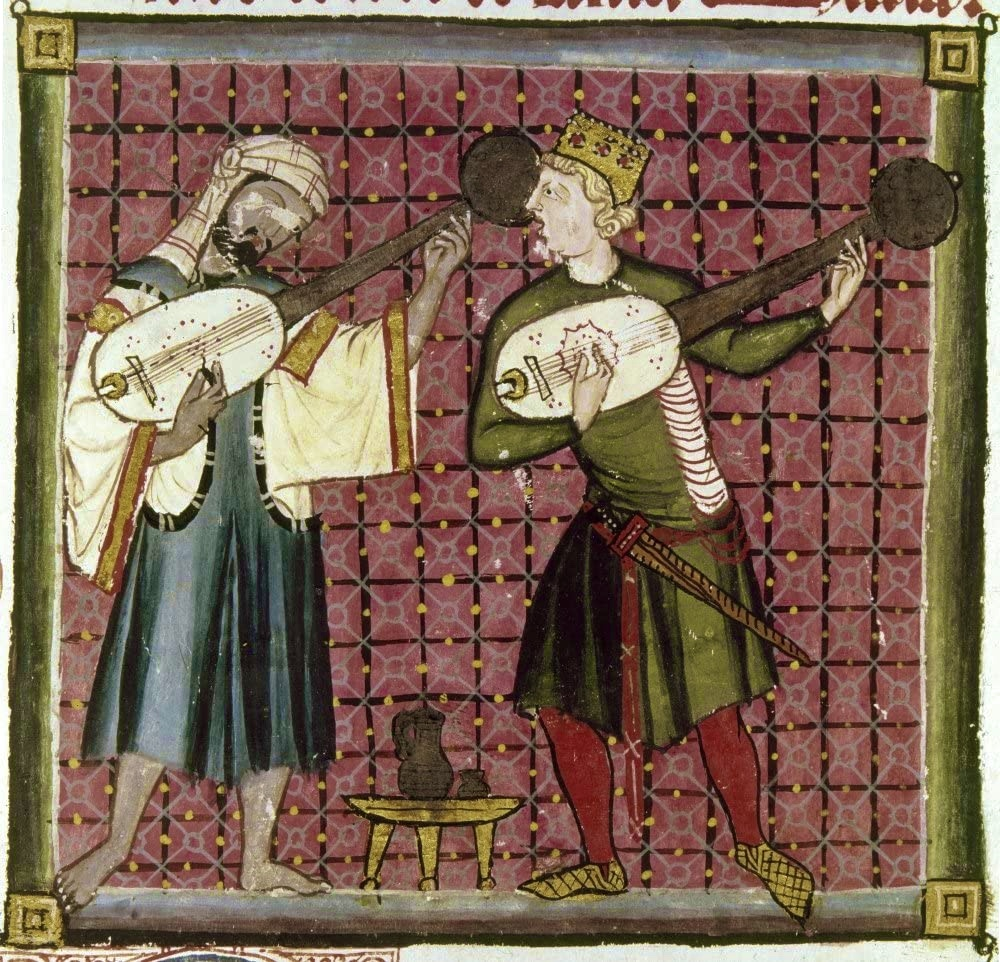
Jongleurs dans les Cantigas de Alphonse X le Sage.

Durant le Moyen Âge en Europe, la plupart des histoires sont écrites par des moines religieux qui désapprouvent le fait que certains troubadours jonglent, les accusant de basse morale voire de pratiquer la sorcellerie. Les jongleurs ne sont la plupart du temps que des exécutants, des interprètes, alors que les troubadours et trouvères sont les auteurs des textes qu’ils récitent. Cela dit, il était fréquent que le jongleur introduise des variantes dans le texte, le mette à son goût, l’adapte ou y insère des passages personnels. Le Moyen Âge ne connaissait en effet pas du tout les notions de propriété intellectuelle et d’intégrité du texte d’aujourd’hui. Les jongleurs récitaient des chansons de geste, de la poésie, etc. Ces textes étaient alors chantés et le jongleur s’accompagnait d'une vièle à archet.
Les jongleurs s’exprimaient dans la langue que comprenait le peuple (considérée péjorativement par les intellectuels), qu’il s’agisse de l’ancien français ou d’autres langues régionales (normand, picard, occitan, breton), par opposition au latin, langue savante de l’époque. En cela, ils se distinguent des clercs, qui s’exprimaient et écrivaient en latin. Les clercs méprisent la langue populaire, ou vulgaire (du latin vulgus, « peuple »), et méprisent donc aussi les jongleurs, qu’ils désignent par les termes latins péjoratifs joculares ou histriones (simples amuseurs méprisés : acrobates, pitres, musiciens…). Le terme « jongleurs » désigne alors l’ensemble des bateleurs, manipulateurs de balles et d’épées, équilibristes ou escamoteurs qui se produisent dans les foires.
Ils colportent une littérature orale. Étant donné le mépris des clercs (chargés de consigner les textes par écrit et de les recopier pour les conserver) pour la littérature en langue populaire, très peu de ces textes ont été conservés jusqu’à aujourd’hui, soit qu’ils n’aient pas été écrits, soit que - n’ayant pas été copiés - ils aient été détruits et perdus. Cela explique qu’on ne dispose d’à peu près aucun texte en ancien français antérieur au XIIe siècle (à l’exception de quelques hagiographies).
Au XIIIe siècle, les jongleurs sont écartés des cours au profit des ménestrels.

## Époque moderne

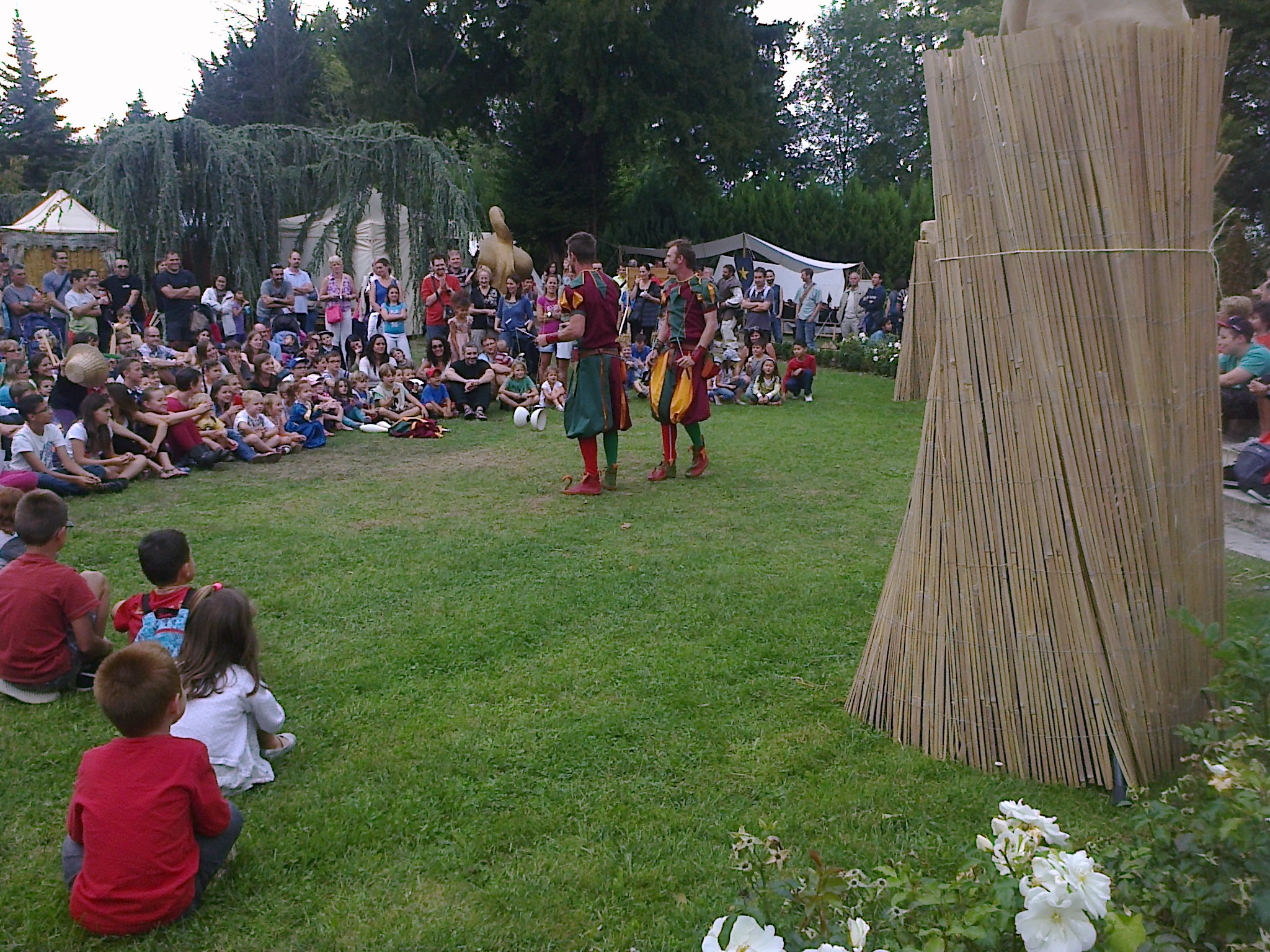
Démonstration de jonglerie lors de la médiévale de Noisy-le-Grand le 28 septembre 2014 à la villa Cathala.

Après le Moyen Âge, les performances des jongleurs en manipulation d’objet continuent de s’entretenir dans les milieux forains. Au début du XIXe siècle, ils atteignent les pistes de cirque. Les jongleurs d’Asie apportent en Occident de nouveaux accessoires (bâtons, grosses boules). À partir de 1870, les arts du spectacle placent les jongleurs sur une nouvelle scène avec l’avènement des music-halls : ils deviennent des artistes.
L’entre-guerre voit le triomphe de l’italien Enrico Rastelli puis de Francis Brunn, Bela Kremo…
Après la Seconde Guerre mondiale, le spectacle de cirque et de music-hall est en déclin en Europe, les jongleurs privilégient la créativité artistique plutôt que la performance physique. Les temps libres se développent et de nouveaux instruments et disciplines de jonglerie sont inventés et se vulgarisent. Le jongleur détourne de plus en plus fréquemment des objets ne servant pas à jongler : ustensiles de cuisine, chapeaux, fruits, outils. C’est souvent le cas des artistes de cirque contemporain qui privilégient une démarche artistique à une démarche démonstrative. L’homme avec son chapeau, sa canne et son cigare ou encore le croqueur de pommes font partie de ces nouveaux jongleurs qui n’utilisent leur technique qu’à des fins artistiques.
Des associations regroupent les jongleurs amateurs qui se rassemblent pour s’entrainer régulièrement. Aux États-Unis, l’International Juggler’s Association (IJA) organise en 1947 la première convention de jonglerie : l’International Juggling Convention (IJC). Elle édite le magazine Juggler’s World depuis 1949 qui s'attellera à retranscrire les spectacles de jonglerie professionnels organisés dans le monde ainsi que les biographies des jongleurs célèbres. Le phénomène de convention se répand en un demi-siècle dans de nombreux pays. En 1978 a lieu la première convention européenne de jonglerie. En septembre 1984 est lancé en Allemagne le magazine européen de jonglerie nommé Kaskade.
À la fin du XXe siècle, de nombreux jongleurs apparaissent dans les milieux scientifiques. On peut citer le physicien Claude Shannon, jongleur, monocycliste et amateur d’automate jongleurs, comme le père des recherches dans le domaine des sciences de la jonglerie à la fin des années 1970. Il a écrit la première équation de la jonglerie. Avec l’avènement de l’informatique et d’Internet se fait l’invention de notations jonglistiques qui, à l’image des notations musicales, permettent de décrire et transmettre les mouvements : le répertoire des figures réalisables est alors étendu à l’infini. Les figures des jongleurs servent d’exemple aux mathématiciens en théorie des groupes, des graphes et des nœuds. La gestuelle des jongleurs est reproduite par les physiciens qui tentent de concevoir des robots sachant manipuler et jongler avec des objets.
Des jongleurs comme Anthony Gatto ou Albert Lucas se font un nom sur la scène internationale en se démarquant par leurs performances dans les nombres (avec beaucoup d’objets).
Dans les années 2000, la troupe de jongleurs anglaise Gandini Juggling à l’initiative de Sean Gandini est très influente sur la scène internationale dans le milieu de la recherche en jonglerie « pure » (« pop corn » en passing, siteswap multimain, chorégraphie jonglée et dansée).
Depuis 2004, la World Juggling Federation (en) (WJF), initiée par Jason Garfield, organise annuellement aux États-Unis des compétitions sportives sur la jonglerie en réunissant annuellement les jongleurs les plus performants au monde dans le domaine des balles, des massues ou du diabolo. Cette manifestation est retranscrite à la télévision américaine sur ESPN. De jeunes jongleurs plus « sportifs » qu’artistes sont alors révélés : Thomas Dietz, Vova Galchenko, …